# 지하도

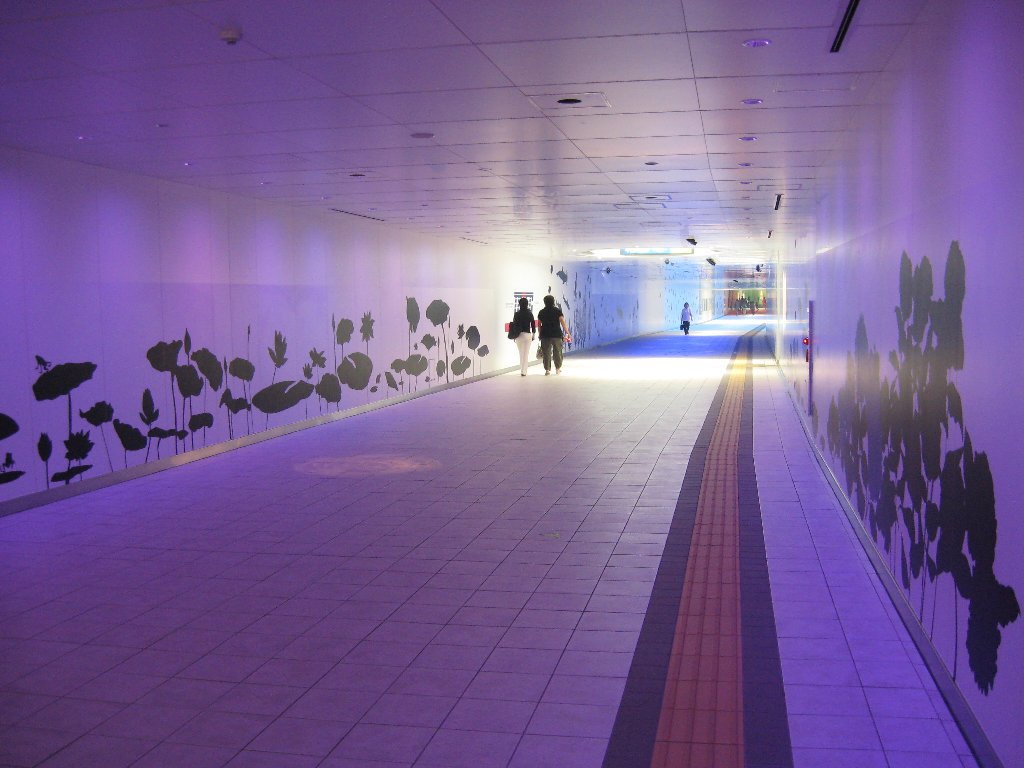
지하도

지하도(地下道; 문화어: 땅속건늠굴길)는 지하 또는 땅 속에 불특정 다수를의 통행을 위한 터널 통로이다. 도시에서 주요 하천, 도로, 철도를 횡단하기 위해 설치된다.